# Smash Hits (álbum de Jimi Hendrix Experience)
Smash Hits es un álbum recopilatorio de Jimi Hendrix Experience. Track Records lo emitió por primera vez el 12 de abril de 1968 en el Reino Unido e incluyó los cuatro singles del grupo (ocho "lados") lanzados hasta ese momento, además de cuatro canciones adicionales de la edición británica de Are You Experienced. 
Reprise Records no emitió el álbum en los Estados Unidos hasta el 30 de julio de 1969, con algunas pistas diferentes. Incluía dos canciones de Electric Ladyland y tres pistas de la edición británica de Are You Experienced, que anteriormente no se habían publicado en los Estados Unidos (incluida una versión estéreo de " Red House " de una versión diferente a la versión original del álbum mono). 
El álbum se incluyó en la "Biblioteca de registros básicos" de Robert Christgau de las grabaciones de los años 1950 y 1960, publicada en la Guía de registros de Christgau: Álbumes de rock de los años setenta (1981).
Smash Hits ha sido reeditado varias veces en CD, incluido un emparejamiento en 1999 con el DVD Live at Woodstock de MCA Records . 

## Gráficos y certificaciones
Smash Hits alcanzó su punto máximo en los números cuatro y seis en el Reino Unido y los Estados Unidos, respectivamente. La Asociación de la Industria de Grabación de América (RIAA) lo certificó como 5 × Multi Platinum y la Industria Fonográfica Británica (BPI) lo certificó como Oro.

## Personal
- Jimi Hendrix - voz, guitarra, piano, bajo, clavecín
- Mitch Mitchell - batería, coros
- Noel Redding - bajo, coros